# Bioproceso

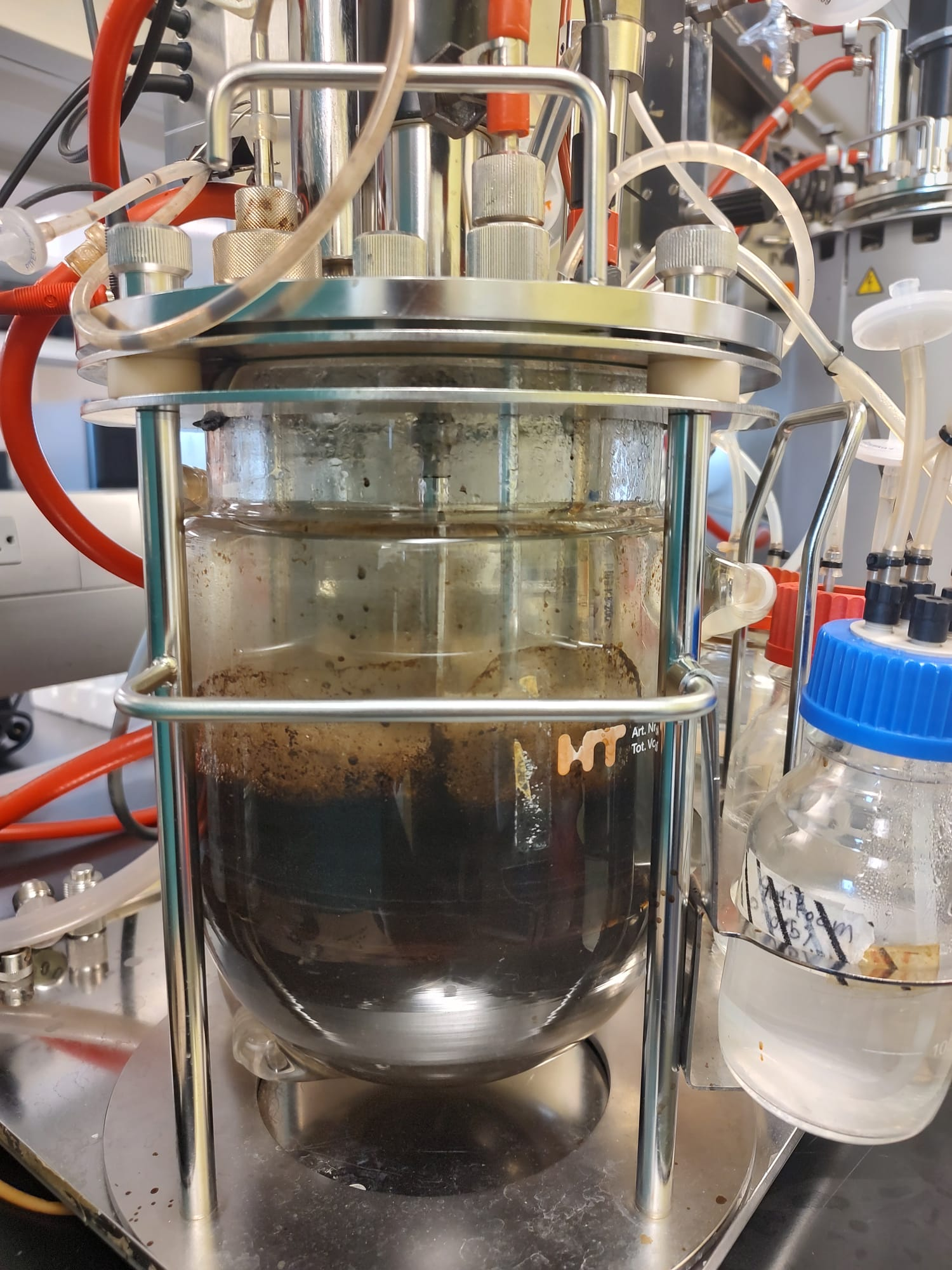
Fermentación de Rhodosporidium toruloides-1588 para la producción de lípidos.

Un bioproceso es un proceso que utiliza células vivas completas o componentes de ellas (por ejemplo enzimas, cloroplastos, etc.) para obtener productos deseados. Este tipo de proceso es fundamental en disciplinas como la biotecnología, la ingeniería bioquímica, la producción farmacéutica y la biocatálisis industrial.
El transporte de energía y masa es esencial en muchos procesos biológicos e industriales. Desde el procesamiento de alimentos (como la elaboración de cerveza), hasta el diseño térmico de edificios, la fabricación de anticuerpos monoclonales o el control de la contaminación, todos estos campos requieren entender cómo se transfiere materia y energía  a través de los materiales, incluyendo fenómenos como el impulso, la transferencia de calor y la difusión.

## Bioprocesamiento celular
El bioprocesamiento de terapias celulares combina la terapia celular con principios del bioprocesamiento (o manufactura biofarmacéutica), y es una subdisciplina dentro de la ingeniería de bioprocesos. Sus principales objetivos incluyen.
1. Desarrollar productos que cumplan con los estándares de calidad de los medicamentos biofarmacéuticos.
2. Proporcionar cantidades clínicas y comerciales de células terapéuticas a lo largo de las diferentes fases de desarrollo, mediante procesos escalables.
3. Controlar el costo de los bienes del producto final, lo cual es crucial para la viabilidad comercial de las terapias.

## Bioprocesamiento ascendente (Upstream)
El procesamiento ascendente abarca todas las etapas desde el aislamiento y cultivo de células (en etapas tempranas) hasta la recolección del lote celular final. Esto incluye el desarrollo del inóculo, optimización de medios de cultivo, modificaciones genéticas y mejora de las condiciones de crecimiento para maximizar la producción.
El cultivo se realiza generalmente en biorreactores, utilizando líneas celulares bacterianas o de mamíferos, según el producto deseado. En la producción de células terapéuticas, la escalabilidad del proceso y la disponibilidad de materias primas (como el suero fetal bovino de calidad GMP) pueden representar desafíos importantes.

## Bioprocesamiento descendente (Downstream)
El procesamiento descendente comprende las etapas necesarias para purificar y acondicionar el producto obtenido durante el cultivo celular. Las principales etapas incluyen:
1. Separación de la biomasa: mediante centrifugación, ultracentrifugación o ultrafiltración.
2. Disrupción celular: si el producto es intracelular, se rompen las células para liberar el compuesto deseado.
3. Concentración del caldo: si el producto es extracelular, se concentra el medio.
4. Purificación inicial de metabolitos: se emplean técnicas basadas en las propiedades físico-químicas del producto (como precipitación, extracción, cromatografía).
5. Deshidratación: se elimina el exceso de agua mediante técnicas como secado al vacío u ósmosis inversa.
6. Purificación de metabolitos: se alcanza una pureza del 98–100 %, seguido de la formulación con excipientes y envasado para su distribución comercial.[6]